# Athetis triangulata
Athetis triangulata là một loài bướm đêm trong họ Noctuidae.